# Oligoneuriidae
Famille
Les Oligoneuriidae sont une famille d'insectes de l'ordre des éphéméroptères.

## Liste des genres et sous-familles
Selon BioLib (26 mai 2019) :
- sous-famille Chromarcyinae Demoulin, 1953
  - genre Chromarcys Navás, 1932
- sous-famille Coloburiscinae Edmunds in Edmunds, Allen & Peters, 1963
  - genre Coloburiscoides Lestage, 1935
  - genre Coloburiscus Eaton, 1888
  - genre Cronicus Eaton, 1871 †
  - genre Mogzonurella Sinitshenkova, 1985 †
  - genre Murphyella Lestage, 1930
  - genre Siphlurites Cockerell, 1923 †
- sous-famille Colocrurinae McCafferty, 1990
  - genre Colocrus McCafferty, 1990 †
- sous-famille Isonychiinae Burks, 1953
  - genre Isonychia Eaton, 1871
- sous-famille Oligoneuriinae Ulmer, 1914
  - genre Elassoneuria Eaton, 1881
  - genre Fittkauneuria Pescador & Edmunds, 1994
  - genre Homoeoneuria Eaton, 1881
  - genre Lachlania Hagen, 1868
  - genre Oligoneuria Pictet, 1843
  - genre Oligoneuriella Ulmer, 1924
  - genre Oligoneurioides Demoulin, 1955
  - genre Oligoneuriopsis Crass, 1947
  - genre Oligoneurisca Lestage, 1938
  - genre Spaniophlebia Eaton, 1881